# 8881 Prialnik
A 8881 Prialnik (ideiglenes jelöléssel 1993 FW36) a Naprendszer kisbolygóövében található aszteroida. Az UESAC program keretében fedezték fel 1993. március 19-én.